# Muziek in Burkina Faso

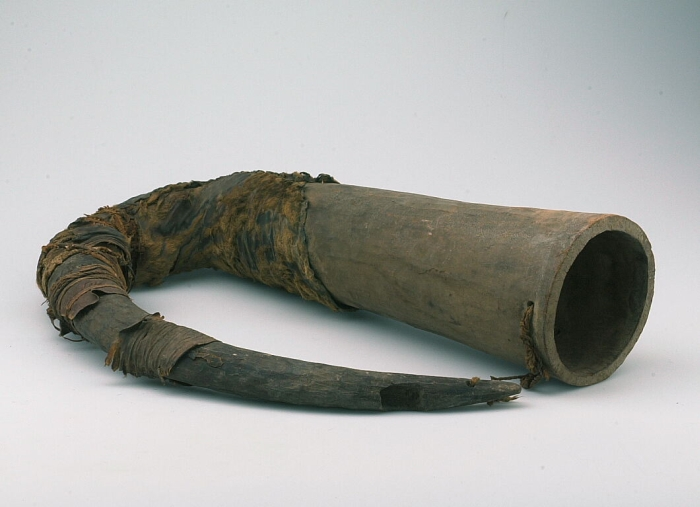
Houten hoorn van het Samo-volk

De muziek van Burkina Faso omvat de volksmuziek van 60 verschillende etnische groepen. Het Mossi-volk, dat woont rond de hoofdstad Ouagadougou, omvat 40% van de bevolking. In het zuiden wonen de Gurunsi-, Gurma-, Dagaaba- en Lobi, die Gur-talen spreken die nauw verwant zijn aan de Mossi-taal, tot in de kuststaten. In het noorden en oosten overheersen de Fulani van de Sahel. In het zuiden en westen zijn de Mande-talen gebruikelijk ; Samo, Bissa, Bobo, Senufo en Marka. De traditionele muziek van Bunabé is nog steeds populair. Populaire muziek is grotendeels in het Frans.

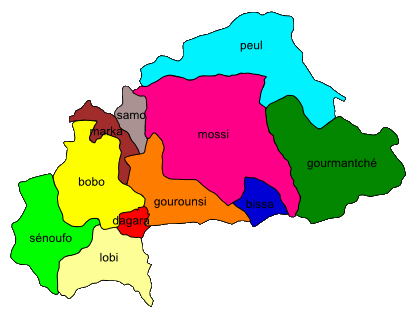
Belangrijkste taalgebieden van Burkina Faso

De populaire muziekscene van Burkina Faso is nog niet zo bekend als die van andere West-Afrikaanse landen. Men luistert er veel naar muziek uit Europa, de Verenigde Staten en de Democratische Republiek Congo. Desondanks boekten vroege muziekacts succes, zoals Koudbi Koala's groep Saaba, met traditionele Mossi- muziek uit de regio rond de hoofdstad Ouagadougou. Met een muzikale carrière van een halve eeuw was zanger Amadou Balaké in de 20e eeuw een van de belangrijkste zangers. In zijn muziek combineerde Balaké Mandé, Mossi en Afro-Cubaanse tradities. Andere invloedrijke kunstenaars zijn George Ouédraogo en Joseph Moussa Salambéré "Salambo".
Populaire traditionele groepen uit Burkina Faso zijn balafonbands, percussie- ensembles, en Farafina en Gabin Dabiré. Bobo Dioulasso, de op een na grootste stad van Burkina Faso, is een cultureel centrum van de Mandé- bevolking in het zuidwesten. Barack La Voix D'or is een hedendaagse kunstenaar die traditionele Mande-stijlen combineert met moderne afrobeat.
Meer recent verwerken moderne muzikanten meer buitenlandse invloeden in hun muziek, vooral uit de Verenigde Staten: genres als hiphop, rap, salsa en techno. Ook het zouglou- genre uit Ivoorkust is, met zouk,  populair in Burkina Faso.
Een ander modern genre in Burkina Faso is de Ivoriaanse coupé-décalé, gekenmerkt door een elektronische dansbeat en percussief ritme. Artiesten in dit genre zijn Floby, Dez Altino, Dicko Fils, Imilo Lechanceux, Kayawoto, Huguo Boss, Razben, Barsa 1er, Agozo, Bebeto Bongo, Greg Burkimbila, David Le Combattant en Sofiano.
De Djeli zijn hoofse lofzangers in Burkina Faso, zoals de griots elders in West-Afrika: bij de begrafenis van een heerser dragen ze de namen en geschiedenissen van vroegere heersers voor. Ook zijn ze  betrokken bij persoonlijke aangelegenheden en treden ze op bij sociale bijeenkomsten. 
De kora, het snaarinstrument van de djeli, is sinds het Malinese rijk van de jaren 1240 populair in een groot deel van West-Afrika. De kora had traditioneel zeven snaren, tot de Gambiaanse griot Madi Woulendi dat uitbreidde tot eenentwintig. Hij kan in verschillende toonladders worden gespeeld, waaronder de hypolydische modus (saouta), silaba, sim'bi en mandéka.
Mande-speakers staan ook bekend om de balafoon, een houten xylofoon waarvan de exacte eigenschappen per maker kunnen verschillen. De Dagara-, Bwa- en Senufo- volkeren hebben hun eigen variëteiten.
Djembé- trommels worden, net als balafoons, vaak vervaardigd in Bobo Dioulasso. De djembé is essentieel onderdeel van de traditionele Burkinese muziek. Hij zou van Malinké- oorsprong zijn en wordt gemaakt uit één stuk hout, doorgaans van een caïlcedrat- of lenke- boom.
De bendré- trommel (in Mali bara genoemd en onder de Hausa dumaa) is een membranofoon, gemaakt van een kalebas waarvan de bovenkant is afgesneden en bedekt met geiten- of schapenhuid. Het is een oud instrument, waarschijnlijk geïntroduceerd tijdens het bewind van Naaba Oubri, om in heilige muziek te worden bespeeld aan de koninklijke hoven van Moaga door een hoofddrummer (benaaba) die op het midden of de randen van de trommel slaat om verschillende geluiden te maken.
Een ander snaarinstrument heet de n'goni. De legende zegt dat het is uitgevonden door een Senufo-jager. De n'goni wordt ook gespeeld in Niger, Senegal en Mali.
De Fula-bevolking (Fulbe) in het noorden bespeelt een verscheidenheid aan traditionele instrumenten, waaronder drums, hoddu (of xalam, een tokkelende, met huid bedekte luit gerelateerd aan de banjo) en de riti of riiti (een eensnarig strijkinstrument), en gebruiken complexe zangtechnieken met klappende percussie. Hun griots staan bekend als gawlo.